# Оксалат кальция
Оксалат кальция — соль щелочноземельного металла кальция и органической двухосновной щавелевой кислоты с формулой CaC2O4, бесцветные кристаллы, образует кристаллогидрат.

## Получение
- Обменными реакциями:

{\displaystyle {\mathsf {CaCl_{2}+(NH_{4})_{2}C_{2}O_{4}\ {\xrightarrow {\ }}\ CaC_{2}O_{4}\downarrow +2\ NH_{4}Cl}}}
- Также данное соединение образуется в моче пакратов.

## Физические свойства
Оксалат кальция образует бесцветные кубические кристаллы. Из водных растворов образует кристаллогидрат CaC2O4•H2O — бесцветные моноклинные кристаллы. В литературе есть упоминание о кристаллогидрате CaC2O4•3H2O. 

## Химические свойства
Реагирует с сильными кислотами:
{\displaystyle {\mathsf {CaC_{2}O_{4}+2HCl\ \rightarrow CaCl_{2}+H_{2}C_{2}O_{4}}}}
Чистую щавелевую кислоту можно получить, действуя серной кислотой на оксалат кальция. 
{\displaystyle {\mathsf {CaC_{2}O_{4}+H_{2}SO_{4}\rightarrow CaSO_{4}\downarrow +H_{2}C_{2}O_{4}}}}